# Aepypodius bruijnii
El talégalo de la Waigeo (Aepypodius bruijnii) es una especie de ave galliforme de la familia Megapodiidae endémica de la isla de Waigeo. Su nombre científico conmemora al comerciante holandés Anton August Bruijn

## Descripción
Es una especie de megapódido grande, de unos 43 cm de largo. El plumaje de sus partes superiores es negruzco y el de las inferiores pardo, con el obispillo granate. Presenta la cabeza y cuello prácticamente pelados y de color rojo. Los machos tienen una cresta de aspecto piloso sobre el píleo y dos carúnculas colgantes en el cuello.

## Distribución y hábitat
Se encuentra únicamente en los bosques de montaña de la isla de Waigeo, al noroeste de Nueva Guinea, en la provincia de Papúa Occidental en Indonesia.
Debido a la limitada distribución y su reducida población esta ave está amenazada por la caza, la pérdida de hábitat. Estuvo clasificada como especie en peligro de extinción por la UICN.